# Rivetina elegans
Rivetina elegans es una especie de mantis de la familia Mantidae.

## Distribución geográfica
Se encuentra en Turkmenistán.